# Exechopalpus rufipalpus
Exechopalpus rufipalpus är en tvåvingeart som beskrevs av Macquart 1847. Exechopalpus rufipalpus ingår i släktet Exechopalpus och familjen parasitflugor. Inga underarter finns listade i Catalogue of Life.